# Araki Murashige
Araki Murashige (荒木 村重?; 1535 – 20 giugno 1586) fu un daimyō giapponese del periodo Sengoku, servitore di Oda Nobunaga.

## Biografia
Murashige fu daimyō della provincia di Settsu e si scontrò con il clan Wada prima di unirsi a Oda Nobunaga.
Guidò l'armata di Nobunaga nella guerra di Ishiyama Hongan-ji che durò dieci anni. Fu accusato nel 1578 di simpatia per il clan Mōri, uno dei maggiori nemici di Oda Nobunaga, da Akechi Mitsuhide. Si ritirò nel castello di Itami e resistette per un anno, fino al 1579, all'assedio di Arioka delle forze del clan Oda; tuttavia, quando i suoi servitori Nakagawa Kiyohide e Takayama Ukon lo tradirono, si trovò in grave pericolo e fuggì da solo nelle terre del clan Mōri. Sua moglie, i suoi figli, i soldati e tutti gli altri rimasti nel castello di Itami (circa 600 persone) furono giustiziati a Kyoto.
Nel 1582, dopo la morte di Nobunaga e l'ascesa al potere di Toyotomi Hideyoshi, Murashige ritornò dalla città di Sakai ad Osaka come discepolo Cha no yu di Sen no Rikyū. All'inizio si faceva chiamare Araki Douhun (荒木 道 糞), formato dai Kanji di "strada" e "escrementi" in rimorso per aver abbandonato moglie e figli. Più tardi Hideyoshi gli perdonò gli errori del passato e gli diede il nome di Doukun (道 薫), con "escrementi" trasformati in "fragranza".
Esiste una storia semi-leggendaria che racconta l'uso rocambolesco di Araki di un tessen, o ventaglio di ferro, per salvare la propria vita. Dopo essere stato accusato di tradimento da Akechi Mitsuhide, Araki fu chiamato davanti al suo signore, Oda Nobunaga. Com'era consuetudine si chinò sulla soglia della porta prima di entrare nella stanza. In qualche modo prevenne il suo assassinio posizionando il tessen sulla scanelatura delle porte impedendo a esse di chiudersi per spezzargli il collo. Il piano di Nobunaga fu scoperto e la vita di Araki risparmiata.
Morì a Sakai all'età di 52 anni. Suo figlio, che prese il cognome della madre, fu l'artista Iwasa Matabei.

## Nella cultura di massa
È stato interpretato da Kenichi Endō nel film del 2023 Kubi.